# George W. Trendle
George Washington Trendle (4 juillet 1884 – 10 mai 1972) était un avocat et homme d'affaires de Détroit, qui, après avoir racheté avec John H. Hunsky la station de radio WGHP et l'avoir rebaptisée WXYZ, créa les célèbres séries radiophoniques The Lone Ranger (1933) et The Green Hornet (1936).